# Catherine Malaval
Catherine Malaval est une historienne française spécialiste de l'histoire des entreprises et autrice. Elle est entrepreneure et business angel. Depuis 2014, après un parcours à la direction générale de groupes de communication, elle est chef d'entreprise.

## Biographie

### Formation
Docteur en histoire de l’École des hautes études en sciences sociales, elle est également licenciée en sociologie et diplômée de l’École supérieure de journalisme de Paris. Soutenue en 1999, sous la direction du professeur Patrick Fridenson, sa thèse sur l’histoire de la presse d’entreprise française de la fin du XIXe siècle aux années 1970 a ouvert un nouveau champ de recherches sur l’histoire de la communication des grandes entreprises françaises, publiques et privées.

### Carrière professionnelle
D’abord spécialisée dans l’histoire des entreprises françaises et de leurs transformations, elle a notamment écrit l’histoire d’Essilor, de la Caisse Centrale des banques populaires, du Crédit Mutuel du Nord, de Sofinco ou encore de Zodiac, et dirigé les histoires d’entreprises consacrés aux entreprises BBGR, Geoservices ou Lesaffre. Elle a co-écrit une histoire de la Soudure Autogène française avec Anne-Catherine Robert-Hauglustaine et une histoire des pâtes d’Alsace avec Robert Oberlé. Elle a également participé à la conception de plusieurs expositions, avec l’Institut national de la propriété industrielle et le Musée des Arts et Métiers, qui valorisent la place des inventions françaises dans l’histoire mondiale des brevets et de l’innovation.
De 2006 à 2014, elle introduit les questions de culture d’entreprise, de storytelling et d’histoire au sein de grands groupes de communication et de publicité,,,. 
En 2014, elle fonde Neotopics, agence-conseil spécialisée en business history et récits d’innovation. Nommée Innovation par le prix Créatrice d'avenir, plus grand prix de l'entrepreneuriat des femmes en Ile de France, l’agence a accompagné plusieurs des projets lauréats de Réinventer Paris (Hôtel de Coulanges) et Inventons la Métropole du Grand Paris (Saint-Ouen et Charenton-Bercy). 

### Autrice
Elle est l'autrice de plusieurs essais. Son approche qui confronte l’histoire des entreprises aux mutations de la société et des médias, la conduit alors à s’intéresser aux crises médiatiques et au traitement de l'information économique par la presse et les politiques,. Dans La Bêtise économique, avec Robert Zarader, elle étudie trois histoires qui ont fait la une des médias : celle de Lu-Danone en 2001, celle de Metaleurop en 2005 et la grève du député Jean Lassalle face à Toyal en 2006,. Le président du groupe Danone, Franck Riboud, s'en serait inspiré. Dans La Poste au pied de la lettre, elle analyse les transformations de La Poste, où elle s'est immergée pendant six ans, de la chute du marché du courrier à l’ouverture du capital de l’entreprise publique,,. Elle intervient régulièrement dans les médias sur les sujets postaux,,,,,.

## Publications

### Monographies et histoires d'entreprise
- 1967-2017. 50 ans d'histoire de la Caisse nationale d'allocations familiales, Paris, CNAF, 2017.
- Hors champ : 100 ans de cinéma avec BNP Paribas, Paris, BNP Paribas, 2017, sous la direction de Roger Nougaret.
- La Poste au pied de la lettre : six ans d'enquête sur les mutations du courrier, Paris, Fayard, 2010, 234 p. (ISBN 978-2-213-65449-2).
- Aéroports de Paris, un regard sur le monde, Paris, Creapress Editions, 2005, 128 p.
- Consuel, l'histoire depuis 1964, Paris, Creapress Editions, 2004, 144 p. (ISBN 2-913449-08-5). Avec Sabine Bosio.
- Promotelec, l'histoire depuis 1964, Paris, Creapress Editions, 2004, 144 p. (ISBN 2-913449-07-7). Avec Marion Paoli.
- Carling-Saint Avold, vers de nouveaux défis, Paris, Creapress Editions, 2004, 144 p. (ISBN 2-913449-11-5)
- A tous points de vue, les racines de BBGR, Paris, Creapress Editions, 2004, 96 p. (ISBN 2-913449-10-7). Avec Sabine Bosio.
- Lesaffre, vital par tradition, Paris, Creapress Editions, 2003, 112 p.
- Sofinco, 50 années qui ont changé la France, Paris, Creapress Editions, 2001, 144 p. (ISBN 2-913449-04-2)
- INPI, inventé pour les inventeurs, Paris, Creapress Editions, 2001, 68 p. (ISBN 2-913449-02-6)
- 20 ans de recherche au Cerdato, Paris, Creapress Editions, 1999, 176 p. Auteur : Jean Minoux.
- La Soudure autogène française, Creapress Editions, 1999. Avec Anne-Catherine Robert Hauglustaine,
- Geoservice, 40 ans, toujours pionniers, Paris, Creapress Editions, 1998, 48 p. (ISBN 2-913449-00-X)
- Flins, 45 ans d'innovation, Paris, Creapress Editions, 1998, 96 p.
- Essilor, mieux voir le monde, Paris, Creapress Editions, 1997, 144 p.
- L'histoire des pâtes d'Alsace : l'aventure industrielle d'un produit régional, Bouxwiller, Vetter Éditions, 1996, 75 p. (ISBN 978-2-911457-01-2), avec Roland Oberlé.
- Un siècle d'air et d'eau : 1896-1996, Issy-les-Moulineaux, Groupe Zodiac, 1996, 160 p. (OCLC 41663661).
- Caisse centrale des banques populaires, 1921-1996 : 75 ans d'histoire, Paris, Cliomédia, Caisse centrale des banques populaires, 1996, 213 p. (OCLC 464003655).
- L'avenir a cent ans : cent ans de Crédit Mutuel au nord de la France, Lille, Cliomédia, Crédit Mutuel Nord, 1996, 190 p. (OCLC 493909003).
- Soixante-dix ans, DIAC : pas mal pour un début !, Paris, Cliomédia, Diac, 1994, 49 p. (OCLC 470636870).
- L'Alsacienne, son histoire, Paris, Cliomédia, Belin, 1993, 80 p. (OCLC 470636847).
- Centrale thermique de Saint-Denis, Paris, Cliomédia, EDF, 1993.

### Presse d'entreprise
- La presse d'entreprise française au XXe siècle, Paris, Belin, 2001, 415 p. (ISBN 2-7011-3037-9).
- « La presse d'entreprise, une mémoire de l'entreprise », Communication et organisation, no 7,‎ 1995 (DOI 10.4000/communicationorganisation.1766).
- « L’histoire de l’entreprise à travers sa presse. Organisation et développement de l’information », Entreprises et histoire, no 11,‎ 1996, p. 49-60 (DOI 10.3917/eh.011.0049).
- « La presse interne au service de l'information technique », Culture scientifique et technique de l'entreprise,‎ 1993, p. 60-64 (lire en ligne )
- « La presse dans les sociétés d'électricité », Bulletin d'histoire de l'électricité,‎ 1993, p. 30-41 (lire en ligne)
- Renault à la une : la presse d'entreprise Renault depuis 1945, Paris, Cliomédia - Société d'histoire du Groupe Renault, 1992, 191 p. (ISBN 2-909522-00-8).

### Innovation et design
- Le guide de l'innovation : 80 bonnes pratiques pour accélérer le développement de champions français, Paris, Neotopics / The Machinery / Forinov, 2022
- 70 ans de design, Paris, Institut français du design, 2021 Conseil scientifique. Un projet à l'initiative de l'Institut français du design dirigé par Anne-Marie Sargueil. Exposition itinérante.
- Parcours de Centraliens : 175e anniversaire de l'Ecole Centrale, Paris, Créapress Editions, Musée des Arts et Métiers, 2004, 191 p. (ISBN 2-908207-92-3) Direction scientifique : Anne-Catherine Hauglustaine.
- Le temps à ciel ouvert : Entre certitudes et prévisions, Paris, Créapress Editions, INPI, 2002, 24 p. Conseil scientifique : Bernard Maxant. Exposition itinérante.
- Inpirama : brevets français du XXe siècle, Paris, Créapress Editions, INPI, 2001, 24 p. Avec Monique Peyrière. Exposition itinérante.

### Économie et société
- « Le mythe de la prédictibilité », Magazine de la communication sensible et de crise, no 25,‎ janvier 2021 (lire en ligne).
- « Les mots portent en eux l’esprit du temps », La France qui vient, Cahier de tendances de la Fondation Jean Jaurès,‎ avril 2020 (lire en ligne )
- « Le temps digital de l'entreprise », Médium, no 54,‎ 2018, p. 139-148 (DOI 10.3917/mediu.054.0139)
- « On a toujours vingt ans », Médium, no 39,‎ 2014, p. 30-47 (DOI 10.3917/mediu.039.0030).
- « Crises et entreprises : toute une histoire ! », Magazine de la communication sensible et de crise, no 19,‎ juillet 2010, p. 10-17 (lire en ligne).
- « Du storytelling au « sorry-telling » », Magazine de la communication sensible et de crise, no spécial,‎ juillet 2008, p. 1-11 (lire en ligne).
- La bêtise économique, Paris, Perrin, 2008, 206 p. (ISBN 978-2-262-02788-9), avec Robert Zarader.
- « L'affaire LU : autopsie d'une crise d'un nouveau type », Magazine de la communication sensible et de crise, no spécial,‎ juin 2007, p. 1-18 (lire en ligne).
- Développement durable : la nouvelle donne pour les entreprises, Paris, Créapress Editions, 2002, 122 p. (ISBN 2-913449-05-0)

### Architecture et urbanisme
- « Jean Le Berre, architecte urbaniste météore », Annales de Bretagne et des Pays de l'Ouest, nos 126-3,‎ 2019, p. 161-199 (DOI 10.3917/mediu.039.0030, lire en ligne )

### Photographie
- Visages et Paysages : Nestlé en France, Paris, Éditions Xavier Barral, 2016, 195 p. (ISBN 978-2-36511-121-8). Photographies de Raymond Depardon et Jérôme Sessini (agence Magnum).

### Art contemporain
- « Les médias, l'art et la rue : le nouveau soft power », INfluencia,‎ 2021 (lire en ligne )
- « Notre patrimoine au-delà des Journées du patrimoine », Les Echos,‎ 2020 (lire en ligne )
- « Le rêve en grand de Jules Emile », Revue Histoire de l'art, no spécial confinement,‎ 2020 (lire en ligne )
- Kosta Kulundzic : Mainstream, Paris, La nouvelle école française, 2018, 152 p. (ISBN 9-791097-320041).
- Quentin Spohn : lapis niger, Paris, La nouvelle école française, 2017, 117 p. (ISBN 979-10-97320-02-7).
- Gaëtan Henrioux : alive, in extremis, Paris, La nouvelle école française, 2017, 133 p. (ISBN 979-10-97320-03-4).
- Lise Stoufflet : dorica castra, Paris, La nouvelle école française, 2017, 85 p. (ISBN 979-10-97320-01-0).
- Axel Sanson : una persistente fortuna, Paris, La nouvelle école française, 2017, 85 p. (ISBN 979-10-97320-00-3).
- Rencontres avec l'art d'aujourd'hui, Paris, Société générale, 2001, 184 p. (ISBN 2-910806-06-5) Préface de Christine Buci-Glucksmann.